# Alice Whyte
Alice Whyte (* 1. Dezember 1922 als Alice Wojtecki in La Crosse, Wisconsin; † 7. Juni 2015 in North Bethesda, Maryland) war eine US-amerikanische Jazzmusikerin (Schlagzeug) und Bandleaderin in den 1940er und 1950er Jahren.

## Karriere
Whyte lernte als erstes Instrument Violine. Ihr Bruder Virgil Whyte, ebenfalls Schlagzeuger, hatte sie noch während der High-School-Zeit zum ‚Trommeln‘ gebracht und dabei festgestellt, dass Alice obendrein ‚moderne Rhythmen‘ beherrschte. Ihre besondere Art zu spielen soll in ihm die Idee befördert haben, eine reine Frauenband zu gründen. Ergebnis waren die Musigals. Dieser, zunächst von ihm geleiteten Formation, später unter dem Namen America’s Musical Sweethearts bekannt, gehörte Alice zunächst an. Die Band setzte sich nahezu vollständig aus Musikerinnen ihrer Heimatstadt Racine zusammen. Alice Whyte tourte mit dem Orchester durch beinahe alle US-Bundesstaaten und absolvierte dabei rund 1500 Auftritte – in den Jahren 1944 und 1945 im Auftrag der USO. Beliebt waren bei den Shows sogenannte Double Drum Acts der Whytes ab 1943: Alice und Virgil spielten an zwei Schlagzeugen und lieferten sich geschwisterliche drum battles.
Als Virgil Whyte eingezogen wurde, sprang sie als Bandleaderin ein. Nach dem Krieg hatte Alice ihre eigene Jazz-Combo, das Vadel Quartet, neben Alice Whyte am Schlagzeug bestehend aus Lee Savage (Piano), Eloise Mullins (Saxophon) und Dorothy Reigart (Trompete). Die Formation spielte mit eigenen Arrangements etwa fünf Jahre unter anderem in Milwaukee und Rock Islands und hatte außerdem regelmäßige Auftritte im WGN-TV, einem Lokalsender Chicagos.
Von der Presse erhielt Alice Whyte positive Kritiken und wurde gelegentlich als eine der besten Drummerinnen des Landes bezeichnet. Alice Whyte steht für eine große Zahl von Jazz- und Swing Musikerinnen in der Zeit um den Zweiten Weltkrieg, deren Geschichte trotz beachtlicher Erfolge eine weitestgehend vergessene war und erst in letzter Zeit wieder stärker wahrgenommen wird. Beispiele für Musikerinnen und/oder ihren Bands sind in diesem Zusammenhang Joy Cayler, Tiny Davis, die Darlings of Rhythm oder die International Sweethearts of Rhythm.
In den 1950er-Jahren machte Alice ein Modegeschäft in Racine auf, das sie dann rund drei Jahrzehnte führte. Einige junge Musiker konnten sie 1995, anlässlich einer Feier in Racine zum 50. Jahrestags des Kriegsendes, dazu bewegen, noch einmal die Drumsticks zu schwingen. Im gleichen Jahr wurde zu Ehren der All-Girl-Band Whytes die Ausstellung „What Are Archives“ im National Museum of American History eröffnet, die eine Auswahl von Dokumenten, Fotos und Erinnerungsstücken aus der Zeit der Musigals von 1942 bis 1948 zeigte.